# حزب الجبهة الوطنية (أذربيجان)
حزب الجبهة الوطنية هو الحزب السياسي المسجل في أذربيجان والذي أسسه رازي نورولاييف في 31 أغسطس 2020.

## التاريخ
تم تسجيل الحزب في 1 سبتمبر 2020.
العناصر المستخدمة في الشعار هي القمر والنجمة وزهرة إكسيناز. الهلال المنعكس في الشعار هو رمز للشعوب التركية.
أما عن معنى النجمة المثمنة فيظهر تهجئة كلمة «أذربيجان» في الأبجدية القديمة والتزام جميع الشعوب التي تعيش في أذربيجان بأيديولوجية المساواة والأذربيجانية. يرتبط اللون الأزرق المستخدم في الشعار بفكرة القومية التركية.
الأحمر يدل على بناء مجتمع حديث، وتطور ديمقراطي - باختصار، يعني الرغبة في التحديث والتنمية.